# Episodi di Mr Selfridge (prima stagione)
La prima stagione della serie televisiva Mr Selfridge è stata trasmessa sul canale britannico ITV dal 6 gennaio al 10 marzo 2013.
In Italia, la stagione è andata in onda in prima visione assoluta sulla pay tv satellitare DIVA Universal dal 29 maggio al 26 giugno 2013 e in chiaro su Rai 3 dall'8 giugno all'8 luglio 2014.
| nº | Titolo originale | Titolo italiano           | Prima TV UK      | Prima TV Italia |
| -- | ---------------- | ------------------------- | ---------------- | --------------- |
| 1  | Episode 1        | Un gran giorno            | 6 gennaio 2013   | 29 maggio 2013  |
| 2  | Episode 2        | Il futuro è oggi          | 13 gennaio 2013  | 29 maggio 2013  |
| 3  | Episode 3        | Trucchi e inganni         | 20 gennaio 2013  | 5 giugno 2013   |
| 4  | Episode 4        | Tentazioni                | 27 gennaio 2013  | 5 giugno 2013   |
| 5  | Episode 5        | Cuori infranti            | 3 febbraio 2013  | 12 giugno 2013  |
| 6  | Episode 6        | Le suffragette            | 10 febbraio 2013 | 12 giugno 2013  |
| 7  | Episode 7        | La seduta spiritica       | 17 febbraio 2013 | 19 giugno 2013  |
| 8  | Episode 8        | Saldi di mezza stagione   | 24 febbraio 2013 | 19 giugno 2013  |
| 9  | Episode 9        | Addio, signorina Bunting! | 3 marzo 2013     | 26 giugno 2013  |
| 10 | Episode 10       | La visita del re          | 10 marzo 2013    | 26 giugno 2013  |

## Un gran giorno
- Titolo originale: Episode 1
- Diretto da: Jon Jones
- Scritto da: Andrew Davies

### Trama
Un americano, Harry Selfridge, dopo Chicago apre a Londra un grande magazzino, nonostante sia in contrasto con i suoi soci in affari. Persi i finanziatori, cerca un aiuto nell'ambigua Lady Mae Loxley. Mentre inizia la selezione del personale, la famiglia Selfridge arriva in Europa.
- Ascolti UK: telespettatori 7.699.000[2]
- Ascolti Italia (in chiaro): telespettatori 906.000 – share 4,02%[3]

## Il futuro è oggi
- Titolo originale: Episode 2
- Diretto da: Jon Jones
- Scritto da: Andrew Davies

### Trama
Selfridge convince l'aviatore della trasvolata della Manica Louis Blériot a portare l'aereo nei locali del grande magazzino per attirare clienti. Mentre il fascino della regina del varietà Ellen Love conquista Harry, sua moglie Rose è catturata dalle opere del pittore Roddy Temple. Agnes ottiene un lavoro per il fratello George, ma il ritorno del loro padre spazza via ogni serenità.
- Ascolti UK: telespettatori 7.383.000[2]
- Ascolti Italia (in chiaro): telespettatori 913.000 – share 4,25%[3]

## Trucchi e inganni
- Titolo originale: Episode 3
- Diretto da: John Strickland
- Scritto da: Kate Brooke

### Trama
Ellen Love, divenuta una musa per Harry, lo ispira a realizzare un reparto di cosmetici. Grazie a Henri Leclair e alle sue vetrine si aprono per Agnes nuove opportunità lavorative che vanno oltre il reparto accessori. Lady Loxley si insinua nella vita dei Selfridge, facendo pressioni sul lavoro di Harry, introducendo la figlia Rosalie in società e parlando a Rose del rapporto del marito con Ellen.
- Ascolti UK: telespettatori 6.190.000[4]
- Ascolti Italia (in chiaro): telespettatori 650.000 – share 2,62%[5]

## Tentazioni
- Titolo originale: Episode 4
- Diretto da: John Strickland
- Scritto da: Kate O'Riordan

### Trama
Selfridges viene sconvolto dal licenziamento della responsabile del reparto moda Miss Bunting e dall'arrivo al suo posto dell'intraprendente Miss Ravillious. La presenza a Londra della ballerina Anna Pavlova porta nuove opportunita per il negozio, ma è anche il terreno su cui si consumano drammi per Ellen e Agnes.
- Ascolti UK: telespettatori 6.280.000[4]
- Ascolti Italia (in chiaro): telespettatori 839.000 – share 3,42%[5]

## Cuori infranti
- Titolo originale: Episode 5
- Diretto da: Anthony Byrne
- Scritto da: Kate Brooke

### Trama
Harry, determinato a riavere Agnes tra le file dei suoi dipendenti, si impegna a risolvere i problemi della ragazza. La vicenda riporta alla luce i dolorosi ricordi riguardanti suo padre. La gelosia e le mancante attenzioni consumano Ellen Love, fino a spingerla ad affrontare Rose.
- Ascolti UK: telespettatori 6.270.000[4]
- Ascolti Italia (in chiaro): telespettatori 679.000 – share 3,22%[6]

## Le suffragette
- Titolo originale: Episode 6
- Diretto da: Anthony Byrne
- Scritto da: Kate Brooke

### Trama
Mentre Harry è in coma a seguito del suo incidente automobilistico ed Ellen Love si sta riprendendo dal tentato suicidio, Roger Grove, incaricato di dirigere Selfridges, decide di osteggiare l'imminente raduno delle suffragette, scatenando le ire di Lady Loxley. Agnes si decide a ricambiare le attenzioni di Victor Colleano proprio quando per lui si apre una possibilità di concretizzare i suoi sogni.
- Ascolti UK: telespettatori 6.658.000[2]
- Ascolti Italia (in chiaro): telespettatori 700.000 – share 3,34%[6]

## La seduta spiritica
- Titolo originale: Episode 7
- Diretto da: Anthony Byrne
- Scritto da: Kate O'Riordan

### Trama
Sir Arthur Conan Doyle è ospite da Selfridges. Dopo aver autografato i suoi libri ai clienti del negozio, propone una seduta spiritica con un medium aperta ai dipendenti. Le parole pronunciate dal medium in stato di trance fanno riemergere i dolorosi ricordi del passato per Harry e per Roger Grove. La seduta porta anche altre conseguenze, accrescendo le perplessità dei banchieri coinvolti nell'emissione di azioni societarie. Miss Ravillious ottiene lo spostamento di Agnes nel suo reparto, mentre Kitty scopre di avere un ammiratore segreto.
- Ascolti UK: telespettatori 6.570.000[4]
- Ascolti Italia (in chiaro): telespettatori 803.000 – share 3,43%[7]

## Saldi di mezza stagione
- Titolo originale: Episode 8
- Diretto da: Michael Keillor
- Scritto da: Kate Brooke

### Trama
L'imprenditore statunitense Frank Woolworth è arrivato a Londra per inaugurare un nuovo negozio di prodotti a basso costo vicino a Selfridges. Temendo la concorrenza e falliti i tentativi di convincere il rivale a spostarsi, Harry risponde con un periodo di saldi. Il posto lasciato vacante da Agnes apre una competizione tra Kitty e Doris, anche se quest'ultima appare più interessata alle sorti dell'ex collega Miss Bunting. Le nuove frequentazioni di Rosalie per mezzo di Lady Loxley portano Rose Selfridge ad incontrare nuovamente Roddy.
- Ascolti UK: telespettatori 6.260.000[4]
- Ascolti Italia (in chiaro): telespettatori 740.000 – share 3,16%[7]

## Addio, signorina Bunting!
- Titolo originale: Episode 9
- Diretto da: Michael Keillor
- Scritto da: Kate O'Riordan

### Trama
La notizia del suicidio di Miss Bunting sconvolge Selfridges, in particolare Grove, Doris e Harry, che si sentono in colpa per non aver fatto di più. Ma non c'è tempo per il dolore perché il negozio attende la visita di Sir Ernest Shackleton, per la felicità del piccolo Gordon Selfridge. È proprio l'esperienza antartica dell'esploratore a far capire a Harry cosa significhi essere un capo e quali responsabilità abbia verso i suoi sottoposti. Anche in famiglia le difficoltà non mancano: nonostante gli sforzi di Rose, Roddy continua a ronzare attorno a Rosalie, creando tensioni tra madre e figlia. La nascente relazione tra Agnes e Henri Leclair è messa in pericolo da Miss Ravillous e dall'arrivo di una vecchia fiamma. Il teso rapporto tra Miss Ravillious e Miss Mardle arriva ad una svolta. Stanco dei continui rinvii, Victor affronta Lady Loxley riguardo al progetto del suo ristorante.
- Ascolti UK: telespettatori 5.970.000[4]
- Ascolti Italia (in chiaro): telespettatori 846.000 – share 3,5%[8]

## La visita del re
- Titolo originale: Episode 10
- Diretto da: Michael Keillor
- Scritto da: Andrew Davies

### Trama
La silenziosa reazione di Rose dopo l'ennesima scappatella del marito porta su Harry un'ombra di tristezza, che neanche il successo riesce ad allontanare. Lady Loxley gli annuncia che re Edoardo VII in persona vuole visitare il negozio dopo la chiusura e che ha invitato i coniugi Selfridge ad assistere al nuovo spettacolo di Ellen Love. A queste novità si aggiungono le dimissioni di Henri, conquistato da una proposta da oltre oceano. La conclusione della sua relazione con Agnes porta la ragazza a riavvicinarsi a Victor Colliano. L'improvviso annuncio del fidanzamento tra Doris e Roger Grove sconvolge Miss Mardle.
- Ascolti UK: telespettatori 6.200.000[4]
- Ascolti Italia (in chiaro): telespettatori 593.000 – share 2,3%[8]